# Moricandia foetida
Moricandia foetida är en korsblommig växtart som beskrevs av Eugène Bourgeau. Moricandia foetida ingår i släktet blåsenaper, och familjen korsblommiga växter. Inga underarter finns listade i Catalogue of Life.

## Bildgalleri

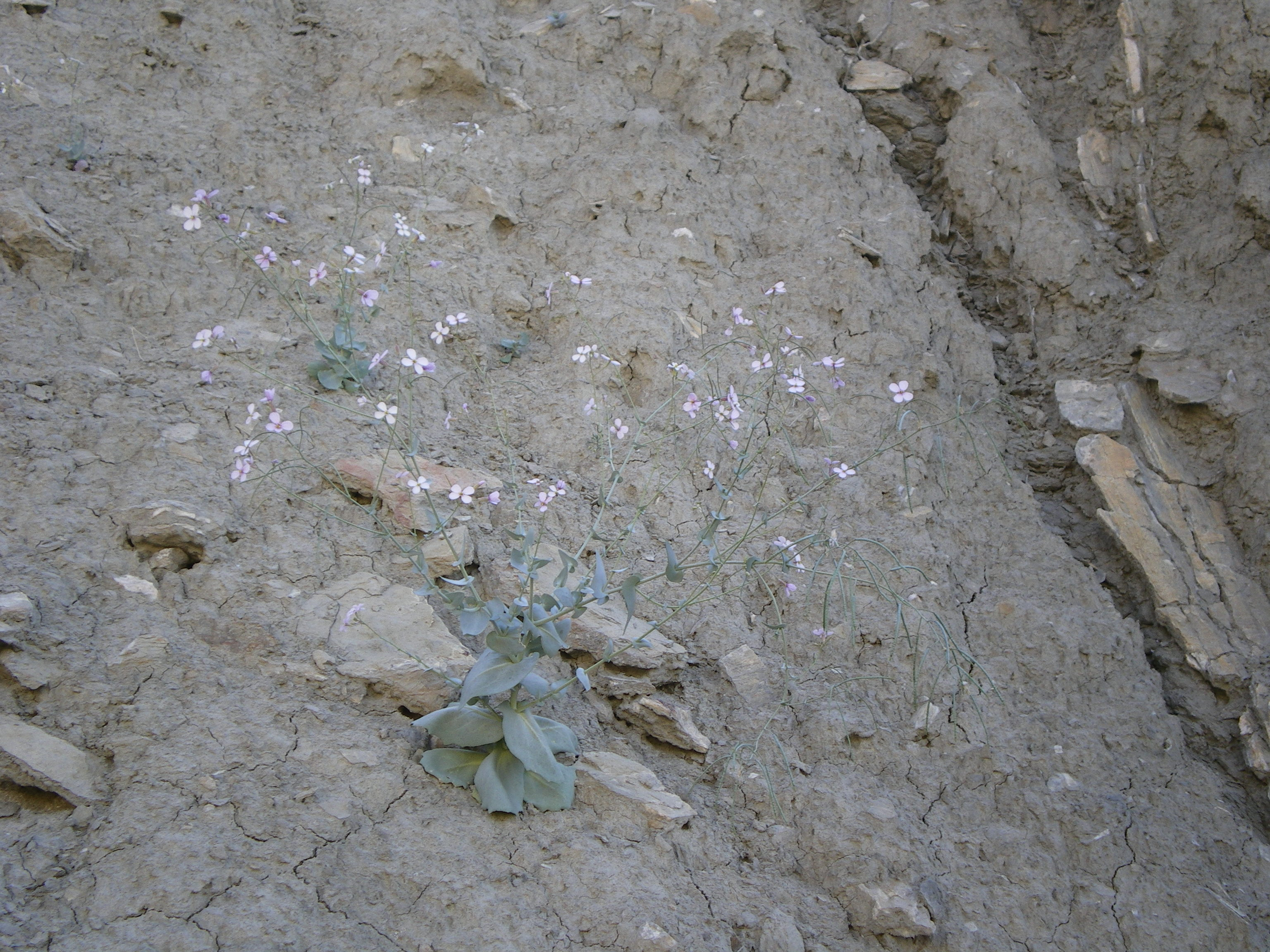
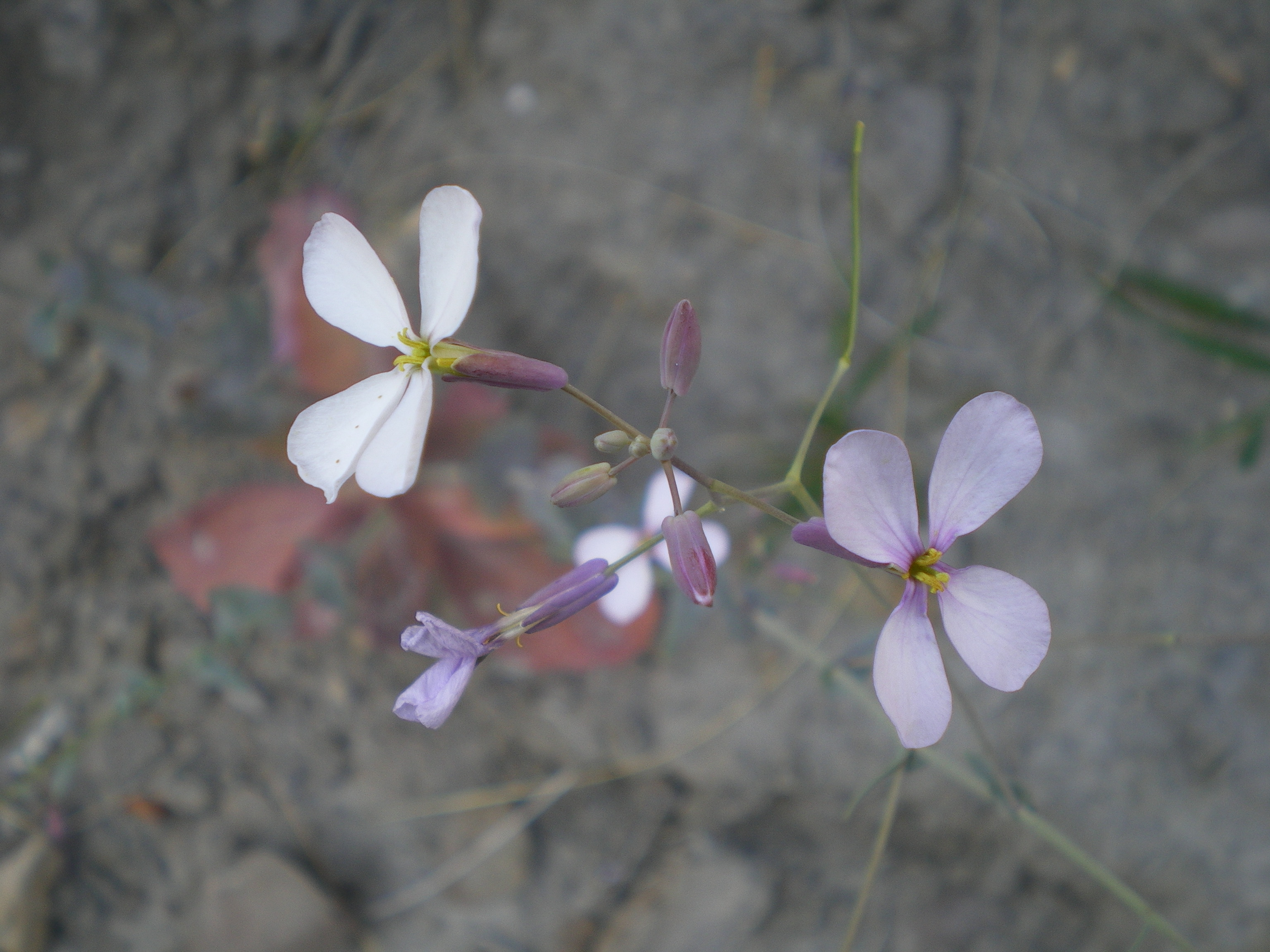